# D51형 1094호
일본국유철도 D51형 1094호 증기 기관차(일본어: D51 1094形蒸気機関車)는 일본국유철도(JNR) 이전의 철도성이 설계, 제조하여 단식2기통과 과열증기발생기를 탑재한 텐더식 증기기관차이다.
주로 화물 수송을 위해 이용되어 일본국철에 소속된 수는 총 1량이다